# Jürgen Stock
Jürgen Stock, né le 8 juillet 1923 à Hambourg en Allemagne et mort le 19 avril 2004 au Venezuela, est un astronome allemand.

## Biographie
Il est à l'origine de la création de plusieurs observatoires astronomiques en Amérique du Sud dont il est pour certains le directeur.
L'astéroïde (4388) Jürgenstock est nommé d'après lui.
Stock vit d'abord au Mexique, où ses parents font des affaires. Mais il étudie à Hambourg et y passe l'Abitur. Il est ensuite enrôlé dans l'armée et est affecté sur le front de l'Est. Après son retour, il étudie à l'Université de Hambourg, où il reçoit son doctorat en 1951 sous la tutelle universitaire d'Otto Heckmann.
De 1963 à 1966, il est le premier directeur de l'observatoire interaméricain du Cerro Tololo.
D'après le centre des planètes mineures, il a co-découvert 3 astéroïdes en 1992 avec Orlando A. Naranjo Villarroel.